# John Saxon
John Saxon, född 5 augusti 1936 i Brooklyn i New York, död 25 juli 2020 i Murfreesboro, Tennessee, var en amerikansk skådespelare. Han fick kontrakt som filmskådespelare hos Universal Pictures på 1950-talet och gjorde fram till början av 1960-talet flera roller som stiliga unga män. Senare i karriären hade han många roller i skräckfilmer och så kallade slashers, bland de kändaste som polisman i Terror på Elm Street 1984. Han gjorde också en stor roll i Bruce Lee-filmen I drakens tecken 1973.

## Filmografi, urval
- 1958 – Vad vet mamma om kärlek?
- 1958 – De underbara åren
- 1960 – De oförsonliga
- 1960 – Porträtt i svart
- 1962 – Herr Hobbs tar semester
- 1962 – Agostino
- 1963 – La ragazza che sapeva troppo
- 1963 – Kardinalen
- 1972 – Joe Kidd
- 1973 – I drakens tecken
- 1974 – Stilla natt, blodiga natt
- 1976 – Napoli violenta
- 1978 – Shalimar
- 1984 – Terror på Elm Street
- 1987 – Terror på Elm Street 3 – Freddys återkomst
- 1996 – From Dusk Till Dawn